# Château du Saulchoix
Le château du Saulchoix est une demeure édifiée en 1679 pour la famille de Louvencourt, située sur la commune de Clairy-Saulchoix, à une dizaine de kilomètres au sud-ouest d'Amiens, dans le département de la Somme et la région Hauts de France.

## Historique
La seigneurie du Saulchoix, relevant de la baronnie de Picquigny, fut tenue par Gérard de Picquigny (1115), Enguerran de Croÿ (1270), Charles de Conty, seigneur de Rocquencourt (1514). Marie Marguerite de Conty, fille d'Antoine de Conty et Anne de Lameth, la fait entrer dans la famille de Louvencourt, par son mariage en 1638 avec Jacques Eustache de Louvencourt, seigneur de Pissy.
Le château actuel, probablement édifié sur les restes d'une demeure antérieure, porte la date de 1679, ce qui conduit à attribuer sa construction à François de Louvencourt, alors seigneur du Saulchoix, fils de Jacques Eustache. Il comporte un corps de logis central élevé en brique et pierre sur deux niveaux, avec deux ailes en retour côté cour. La façade postérieure est rectiligne.
Les ouvertures des fenêtres ont été agrandies au XVIIIe siècle.
La propriété comporte aussi une chapelle, des dépendances et un corps de ferme.
En 1793, Eustache de Louvencourt vend le Saulchoix, qui est revendu à trois reprises avant d'être acheté en 1821 par Marie Josephe de La Fonteyne (1770-1854), alors veuve de Jean de Gillès (1767-1811).
Le Saulchoix s'est depuis transmis dans la famille de Gillès et familles alliées.

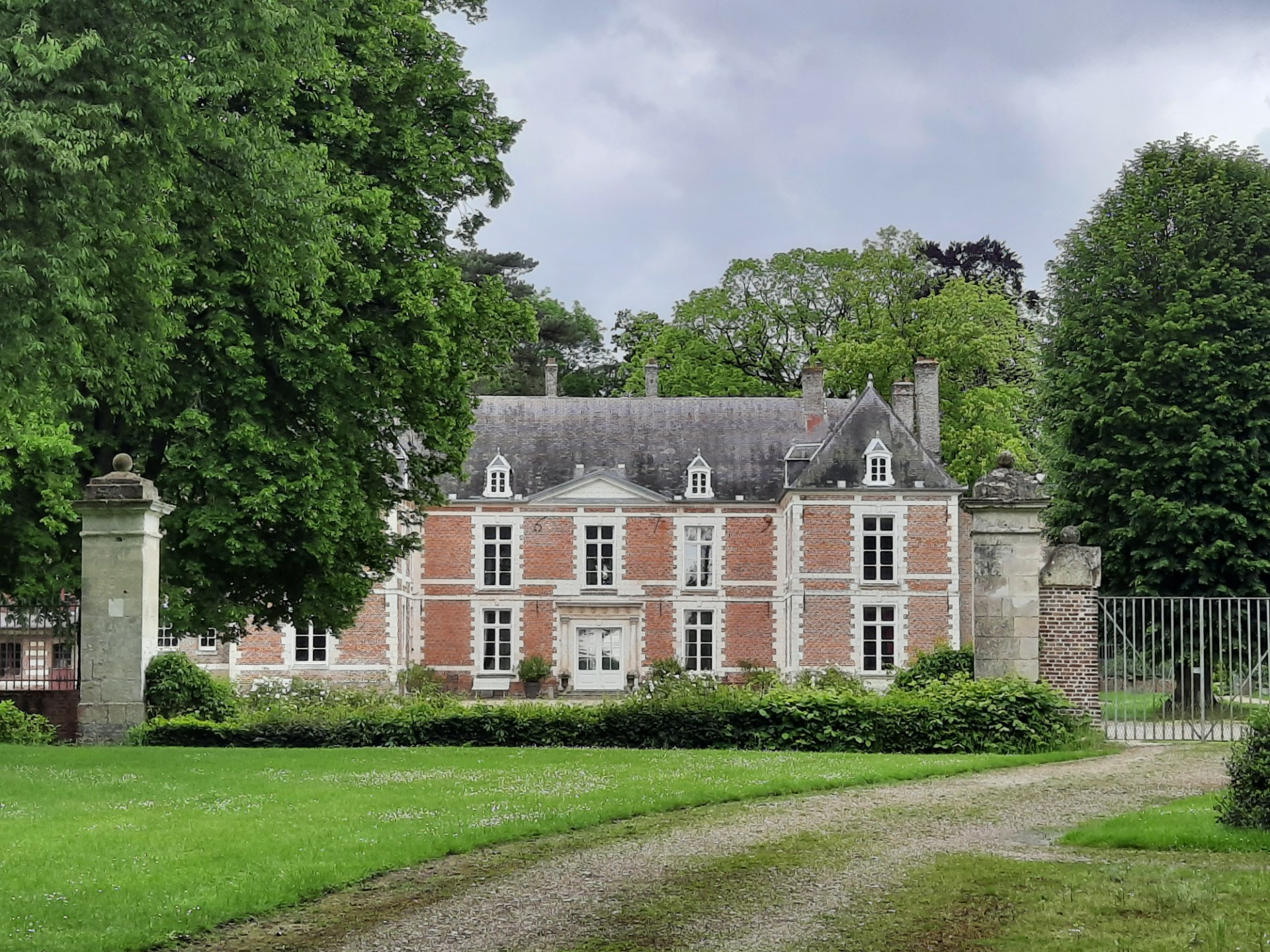
Château du Saulchoix, à Clairy-Saulchoix

Au XIXe siècle, les dépendances ont été reconstruites sur le côté et le parc fut redessiné à l'anglaise.

## Protection
Les façades, toitures du château, une partie de ses espaces intérieurs, le corps de ferme, le commun en pierre blanche sur la droite de l'entrée, le portail, la chapelle, la serre, le mur de clôture, le parc, le jardin et le bois attenant, sont inscrits aux Monuments historiques, depuis un arrêté du 18 mars 2009.